# Miguel Benancio Sánchez
Miguel Benancio Sánchez (6 de noviembre de 1952 - desaparecido el 8 de enero de 1978) fue un atleta, futbolista y poeta argentino, secuestrado y desaparecido por su ideología peronista.

## Biografía
Nació el 6 de noviembre de 1952 en Bella Vista, Tucumán. A los pocos años, en coincidencia con la crisis azucarera, se trasladó junto con su familia a Villa España, en el partido bonaerense de Berazategui. 
A comienzos de la década de 1960, inició su carrera de futbolista en las divisiones inferiores de Gimnasia y Esgrima La Plata, combinando la práctica deportiva con su empleo en el Banco de la Provincia de Buenos Aires.
Hacia 1974, el exceso de trabajo lo hizo abandonar el fútbol y comenzó atletismo, federándose en el Club Atlético Independiente. Participó en la Corrida de San Silvestre en tres oportunidades.
Es probable que por su militancia en la Unidad Básica de la Juventud Peronista, fuera secuestrado por un grupo de tareas el 8 de enero de 1978, cuando tenía 25 años. Según relatos de otros detenidos, habría permanecido en el centro de detención clandestino “El condorito”.

## Investigaciones
En enero de 1998, un reportaje de los periodistas Ariel Scher y Víctor Pochat de la sección deportiva del diario Clarín, reconstruyó la vida y la desaparición del corredor. El periodista italiano Valerio Piccioni, de La Gazzetta dello Sport, viajó a Buenos Aires para realizar una investigación sobre el tema, cuyo resultado fue la publicación del libro "La corsa di Miguel" (La carrera de Miguel).
La Ley 26.990, en su homenaje, establece el "Día de la Memoria en el Deporte".

## Homenajes
Piccioni impulsó la organización de una carrera, con la misma denominación del libro, por las calles de Roma, para rendir tributo a Sánchez. La primera carrera se efectuó el 9 de enero de 2000, con más de 350 participantes con una tricota (camiseta) que llevaba la imagen del rostro de Sánchez en la parte delantera, y una reproducción del poema "Para vos atleta" atrás, escrita por Sánchez en diciembre de 1977, publicado por la Gazeta de São Paulo el día de la carrera de San Silvestre de ese año. El maratón se realiza cada año en Roma.
El domingo 11 de marzo de 2001, en Buenos Aires, se corrió por primera vez la "Carrera de Miguel”, en sus dos alternativas de 5 y 9 km.
En Tucumán, comenzó a correrse por él en 2005. Luego de tres ediciones en Bella Vista, su ciudad natal, se decidió trasladarla a San Miguel de Tucumán. 
También desde 2005, en Villa España, Berazategui, la localidad de su militancia y desaparición, es organizada por docentes y alumnos de la Escuela de Educación Media Nº 7 "Ernesto Che Guevara" bajo el lema 'la Carrera de Miguel, Corremos para no olvidar...', con un recorrido de 7,5 km (abierta a todas las edades), y una caminata de 3 km (que transita por la casa donde vivía y fue secuestrado).
En la costanera de la ciudad de San Carlos de Bariloche, Provincia de Río Negro, la carrera se corre desde 2006.
A partir de 2012, en la ciudad de Buenos Aires existe una calle Miguel B. Sánchez que suplantó a Crisólogo Larralde, desde Av. del Libertador hasta Lugones.
La copa del Torneo Inicial 2013 lleva su nombre.
Desde el año 2016, la "Carrera de Miguel" también es realizada en la ciudad de Mar del Plata, mediante la implementación de una ordenanza municipal, por la cual se corren 10 km en el corredor saludable de esa ciudad. En la misma, participa el propio municipio a través del EMDER (ente municipal de Deportes y Recreación), el Concejo Deliberante de la ciudad, Defensoría del Pueblo, Adum, la Asociación Bancaria, y la Federación Marplatense de Atletismo.